# Rosscahill
Rosscahill är en ort i republiken Irland.   Den ligger i provinsen Connacht, i den nordvästra delen av landet, 200 km väster om huvudstaden Dublin. Rosscahill ligger 12 meter över havet och antalet invånare är 295.
Terrängen runt Rosscahill är huvudsakligen platt, men västerut är den kuperad. Runt Rosscahill är det ganska tätbefolkat, med 67 invånare per kvadratkilometer. Närmaste större samhälle är Galway, 18,3 km sydost om Rosscahill. Trakten runt Rosscahill består i huvudsak av gräsmarker.